# خوان مانويل بارينتوس
خوان مانويل بارينتوس (بالإسبانية: Juan Manuel Barrientos) (4 مارس 1982 في الأرجنتين - ) هو لاعب كرة قدم أرجنتيني في مركز الدفاع. لعب مع نادي راسينغ ونادي لوريان ونادي لوكوموتيف بلوفديف وThrasyvoulos F.C. ‏ وTrikala F.C. ‏ وتكستيل منديتش ‏ ونادي أولميدو وديبورتيفو مانديتش ‏.

## وصلات خارجية
- خوان مانويل بارينتوس على موقع قاعدة بيانات كرة القدم.إي يو (الإنجليزية)
- خوان مانويل بارينتوس على موقع ليكيب (الفرنسية)
- خوان مانويل بارينتوس على موقع Soccerway.com (الإنجليزية)